# Mario Pagliano
Mario Pagliano (Torino, 27 agosto 1915 – Torino, 23 luglio 1991) è stato un calciatore italiano, di ruolo attaccante.

## Carriera
Tra il 1940 e il 1942 partecipa a due campionati di Serie A con la maglia dell'Atalanta.

## Palmarès

### Club

#### Competizioni nazionali
- Serie B: 1

Atalanta: 1939-1940